# Japah (plaats)
Japah is een bestuurslaag in het regentschap Blora van de provincie Midden-Java, Indonesië. Japah telt 2010 inwoners (volkstelling 2010).